# Список выходов в открытый космос с 451-го (с 2022 года)
Предыдущие выходы в открытый космос: Список выходов в открытый космос с 401-го по 450-й (2018—2022 годы)

## Главные события
- 28 апреля 2023 года - первый выход в открытый космос гражданина ОАЭ.
- 12 сентября 2024 года - первый выход в открытый космос непрофессиональных астронавтов в ходе частного космического полёта.
- 17 декабря 2024 года - согласно неофициальной информации, побит мировой рекорд длительности выхода в открытый космос китайскими тайконавтами Цай Сюйчжэ и Сун Линдун (9 часов 6 минут). Официальная информация о длительности выхода не была опубликована китайскими властями.
- 30 января 2025 года - Сунита Уильямс установила новый мировой рекорд по суммарной длительности выходов в открытый космос женщины (62 ч 06 мин), перекрыв предыдущее достижение Пегги Уитсон от 23 мая 2017 года.

| №   | Полёт                                                                  | Участники, скафандры                                                                      | Начало (UTC)            | Окончание (UTC)        | Длительность, критерий | Комментарий |
| --- | ---------------------------------------------------------------------- | ----------------------------------------------------------------------------------------- | ----------------------- | ---------------------- | ---------------------- | --- |
| 451 | МКС Экспедиция МКС-68 (из модуля «Поиск»)                              | Сергей Прокопьев Орлан-МКС № 5 Дмитрий Петелин Орлан-МКС № 4                              | 17 ноября 2022 14:39    | 17 ноября 2022 21:07   | 6 ч 25 мин             | Космонавты подготовили дополнительный радиационный теплообменник к переносу европейским дистанционным манипулятором ERA с малого исследовательского модуля «Рассвет» на многоцелевой лабораторный модуль «Наука». Кроме того, космонавты установили блокиратор на грузовой стреле ГСтМ-2 и смонтировали на модуле «Наука» средства крепления крупногабаритных объектов.             |
| 452 | МКС Экспедиция МКС-68 (из модуля «Квест»)                              | Джош Кассада EMU № 3004 Франсиско Рубио EMU № 3015                                        | 03 декабря 2022 12:16   | 03 декабря 2022 19:21  | 7 ч 05 мин             | Астронавты успешно установили одну из панелей солнечных батарей iROSA (iROSA 3A), а также провели работы, связанные с коммутацией орбитальной станции. |
| 453 | МКС Экспедиция МКС-68 (из модуля «Квест»)                              | Джош Кассада EMU № 3004 Франсиско Рубио EMU № 3015                                        | 22 декабря 2022 13:19   | 22 декабря 2022 20:27  | 7 ч 08 мин             | Продолжение работ по установке панелей солнечных батарей iROSA: установка iROSA 4A. |
|     |                                                                        |                                                                                           |                         |                        |                        | |
| 454 | МКС Экспедиция МКС-68 (из шлюзового отсека «Квест»)                    | Николь Манн EMU № 30?? Коити Ваката EMU № 30??                                            | 20 января 2023 13:14    | 20 января 2023 20:35   | 7 ч 21 мин             | Продолжение работа по установке панелей солнечных батарей iROSA: завершение подготовки к развертыванию iROSA 1B, подготовка к развертыванию iROSA 1A. |
| 455 | МКС Экспедиция МКС-68 (из шлюзового отсека «Квест»)                    | Николь Манн EMU № 30?? Коити Ваката EMU № 30??                                            | 02 февраля 2023 12:45   | 02 февраля 2023 19:26  | 6 ч 41 мин             | Продолжение работа по установке панелей солнечных батарей iROSA: завершение подготовки к развертыванию iROSA 1A. |
| 456 | «Тяньгун» Экспедиция Шэньчжоу-15 (из шлюзового отсека модуля Вэньтянь) | Фэй Цзюньлун Фэйтянь Чжан Лу Фэйтянь                                                      | 09 февраля 2023 09:10   | 09 февраля 2023 16:16  | 7 ч 06 мин             | Установка дополнительных насосов на модуле «Мэнтянь» и системы автоматической доставки грузов изнутри станции через шлюзовую камеру на её поверхность и обратно с помощью механических манипуляторов. |
| 457 | «Тяньгун» Экспедиция Шэньчжоу-15 (из шлюзового отсека модуля Вэньтянь) | Фэй Цзюньлун Фэйтянь Чжан Лу Фэйтянь                                                      | 28 февраля 2023         | 28 февраля 2023        | ~ 7 ч 50 мин           | Продолжительность выхода и результаты не объявлены. |
| 458 | «Тяньгун» Экспедиция Шэньчжоу-15 (из шлюзового отсека модуля Вэньтянь) | Фэй Цзюньлун Фэйтянь Чжан Лу Фэйтянь                                                      | 30 марта 2023           | 30 марта 2023          | > 7 ч 30 мин           | Продолжительность выхода и результаты не объявлены. |
| 459 | «Тяньгун» Экспедиция Шэньчжоу-15 (из шлюзового отсека модуля Вэньтянь) | Фэй Цзюньлун Фэйтянь Чжан Лу Фэйтянь                                                      | 15 апреля 2023          | 15 апреля 2023         | > 7 ч 30 мин           | Установка насосов, монтаж межмодульных кабелей и крепления для платформы полезной нагрузки, продолжительность выхода не объявлена. |
| 460 | МКС Экспедиция МКС-69 (из модуля «Поиск»)                              | Сергей Прокопьев Орлан-МКС № 5 Дмитрий Петелин Орлан-МКС № 4                              | 19 апреля 2023 01:41    | 19 апреля 2023 09:35   | 7 ч 55 мин             | Космонавты перенесли с модуля "Рассвет" на многоцелевой лабораторный модуль (МЛМ) "Наука" радиатор, необходимый для снятия с МЛМ тепловых нагрузок. Перенос осуществлялся с помощью манипулятора ERA, которым с борта станции управлял космонавт Андрей Федяев. |
| 461 | МКС Экспедиция МКС-69 (из шлюзового отсека «Квест»)                    | Стивен Боуэн EMU № 30?? Султан Аль-Нейади EMU № 30??                                      | 28 апреля 2023 13:11    | 28 апреля 2023 20:12   | 7 ч 01 мин             | Астронавты провели подготовительный работы для последующего развёртывания панелей солнечных батарей iROSA (iROSA 1A и 1B), прерванное извлечение оборудования S-Band FRG. |
| 462 | МКС Экспедиция МКС-69 (из модуля «Поиск»)                              | Сергей Прокопьев Орлан-МКС № 5 Дмитрий Петелин Орлан-МКС № 4                              | 03 мая 2023 20:00       | 04 мая 2023 03:10      | 7 ч 11 мин             | На многоцелевой лабораторный модуль "Наука" была перенесена шлюзовая камера, предназначенная для работы с целевыми нагрузками. Перенос осуществлялся с помощью манипулятора ERA, которым с борта станции управлял космонавт Андрей Федяев. |
| 463 | МКС Экспедиция МКС-69 (из модуля «Поиск»)                              | Сергей Прокопьев Орлан-МКС № 5 Дмитрий Петелин Орлан-МКС № 4                              | 12 мая 2023 15:46       | 12 мая 2023 21:01      | 5 ч 14 мин             | Космонавты развернули радиатор на модуле "Наука", а также установили два фала на европейском дистанционном манипуляторе ERA и смонтировали два поручня-перехода между модулями «Наука» и «Причал». |
| 464 | МКС Экспедиция МКС-69 (из шлюзового отсека «Квест»)                    | Стивен Боуэн EMU № 30?? Вуди Хобург EMU № 30??                                            | 09 июня 2023 13:25      | 09 июня 2023 19:28     | 6 ч 03 мин             | Развёртывание панелей солнечных батарей iROSA 1A. |
| 465 | МКС Экспедиция МКС-69 (из шлюзового отсека «Квест»)                    | Стивен Боуэн EMU № 30?? Вуди Хобург EMU № 30??                                            | 15 июня 2023 12:42      | 15 июня 2023 18:17     | 5 ч 35 мин             | Развертывание панелей солнечных батарей iROSA 1B. |
| 466 | МКС Экспедиция МКС-69 (из модуля «Поиск»)                              | Сергей Прокопьев Орлан-МКС № 5 Дмитрий Петелин Орлан-МКС № 4                              | 22 июня 2023 14:24      | 22 июня 2023 20:48     | 6 ч 24 мин             | Космонавты завершили установку на модуль «Звезда» аппаратуры высокоскоростной радиотехнической системы передачи информации (РСПИ-М), а также сняли с модуля «Звезда» планшет эксперимента «Импакт» по исследованию параметров выбросов двигателей ориентации российского сегмента станции и съемную кассету с образцами материалов, которые находились за пределами станции 19 лет. |
| 467 | «Тяньгун» Экспедиция Шэньчжоу-16 (из шлюзового отсека модуля Вэньтянь) | Цзин Хайпэн Фэйтянь Чжу Янчжу Фэйтянь                                                     | 20 июля 2023 05:45      | 20 июля 2023 13:40     | 7 ч 55 мин             | Монтаж рамы для панорамных камер на модуле "Тяньхэ", монтаж двух панорамных камер на модуле "Мэнтянь". |
| 468 | МКС Экспедиция МКС-69 (из модуля «Поиск»)                              | Сергей Прокопьев Орлан-МКС № 5 Дмитрий Петелин Орлан-МКС № 4                              | 09 августа 2023 14:44   | 09 августа 2023 21:19  | 6 ч 35 мин             | Установка переносного рабочего места на МЛМ "Наука" и монтаж экранов микрометеоритной защиты на модуле "Рассвет". |
| 469 | МКС Экспедиция МКС-70 (из модуля «Поиск»)                              | Олег Кононенко Орлан-МКС № ? Николай Чуб Орлан-МКС № ?                                    | 25 октября 2023 17:49   | 26 октября 2023 01:30  | 7 ч 41 мин             | Космонавты отключили контуры дополнительного радиатора многоцелевого лабораторного модуля (МЛМ) «Наука», из которого 9 октября произошла утечка теплоносителя, также был установлен радиолокатор для наблюдения земной поверхности, ручной запуск студенческого наноспутник «Парус-МГТУ».                                                                                           |
| 470 | МКС Экспедиция МКС-70 (из шлюзового отсека «Квест»)                    | Лорел О’Хара EMU № 30?? Жасмин Могбели EMU № 30??                                         | 01 ноября 2023 12:05    | 01 ноября 2023 18:47   | 6 ч 42 мин             | Частичный демонтаж радиочастотной антенны, замена подшипникового узла поворотного шарнира левой солнечной батареи, установка крепления для последующего монтажа солнечных панелей. |
| 471 | «Тяньгун» Экспедиция Шэньчжоу-17 (из шлюзового отсека модуля Вэньтянь) | Тан Хунбо Фэйтянь Тан Шэнцзе Фэйтянь                                                      | 21 декабря 2023 06:05   | 21 декабря 2023 13:35  | 7 ч 30 мин             | Пробный ремонт солнечных батарей основного модуля "Тяньхэ"с использованием роботизированного манипулятора из-за повреждений, вызванных микрометеоритами и космическим мусором. |
|     |                                                                        |                                                                                           |                         |                        |                        | |
| 472 | «Тяньгун» Экспедиция Шэньчжоу-17 (из шлюзового отсека модуля Вэньтянь) | Тан Хунбо Фэйтянь Цзян Синьлинь Фэйтянь                                                   | 01 марта 2024 ~ 21:40   | 02 марта 2024 05:32    | ~ 7 ч 50 мин           | Тайконавты завершили работы по техническому обслуживанию солнечных крыльев основного модуля "Тяньхэ", устраняя воздействие мелких космических частиц. |
| 473 | МКС Экспедиция МКС-71 (из модуля «Поиск»)                              | Олег Кононенко Орлан-МКС № ? Николай Чуб Орлан-МКС № ?                                    | 25 апреля 2024 14:57    | 25 апреля 2024 19:33   | 4 ч 36 мин             | Космонавты завершили развертывание одной панели радиолокатора "Напор-миниРСА" на модуле "Наука" и установили оборудование на модуле "Поиск" по анализу уровня коррозии поверхностей и модулей станции. |
| 474 | «Тяньгун» Экспедиция Шэньчжоу-18 (из шлюзового отсека модуля Вэньтянь) | Е Гуанфу Фэйтянь Ли Гуансу Фэйтянь                                                        | 28 мая 2024 ~ 02:28     | 28 мая 2024 10:58      | ~ 8 ч 30 мин           | Установка защитной арматуры от космического мусора для внекорабельных трубопроводов, кабелей и ключевого оборудования. |
| 475 | МКС Экспедиция МКС-71 (из шлюзового отсека «Квест»)                    | Трейси Колдвелл-Дайсон EMU № 30?? Майкл Барратт EMU № 30??                                | 24 июня 2024 12:46      | 24 июня 2024 13:17     | 31 мин                 | Выход досрочно завершен из-за водяной течи в скафандре Колдвелл-Дайсон. |
| 476 | «Тяньгун» Экспедиция Шэньчжоу-18 (из шлюзового отсека модуля Вэньтянь) | Е Гуанфу Фэйтянь Ли Цун Фэйтянь                                                           | 04 июля 2024 ~ 08:20    | 04 июля 2024 14:51     | ~ 6 ч 30 мин           | Установка устройств защиты от космического мусора на трубопроводах, кабелях и ключевом оборудовании. |
| 477 | Polaris Down (из корабля Crew Dragon)                                  | Джаред Айзекман (по пояс) Скафандр Crew Dragon Сара Гиллис (по пояс) Скафандр Crew Dragon | 12 сентября 2024 10:48  | 12 сентября 2024 11:16 | 28 мин                 | Первый выход в открытый космос непрофессиональных астронавтов в ходе частного космического полёта. Из-за отсутствия шлюзовой камеры весь корабль был разгерметезирован для выхода в открытый космос. Оба астронавта по очереди вылезали из люка корабля по пояс на несколько минут, не отрываясь от корабля полностью.                                                              |
| 478 | «Тяньгун» Экспедиция Шэньчжоу-19 (из шлюзового отсека модуля Вэньтянь) | Цай Сюйчжэ Фэйтянь Сун Линдун Фэйтянь                                                     | 17 декабря 2024 04:51   | 17 декабря 2024 13:57  | 9 ч 06 мин             | Установка защитных устройств от космического мусора. Согласно неофициальной информации, побит мировой рекорд длительности выхода в открытый космос. |
| 479 | МКС Экспедиция МКС-72 (из модуля «Поиск»)                              | Алексей Овчинин Орлан-МКС № ? Иван Вагнер Орлан-МКС № ?                                   | 19 декабря 2024 15:35   | 19 декабря 2024 22:53  | 7 ч 17 мин             | Установка рентгеновского спектрометра СПИН-Х1-МВН на внешней поверхности модуля "Звезда". |
|     |                                                                        |                                                                                           |                         |                        |                        | |
| 480 | МКС Экспедиция МКС-72 (из шлюзового отсека «Квест»)                    | Ник Хейг EMU № 3013 Сунита Уильямс EMU № 3003                                             | 16 января 2025 13:01    | 16 января 2025 19:01   | 6 ч 00 мин             | Замена блока гироскопа, перемещение отражателя на IDA-3, ремонт рентгеновского телескопа NICER и подготовка альфа-магнитного спектрометра к модернизации. |
| 481 | «Тяньгун» Экспедиция Шэньчжоу-19 (из шлюзового отсека модуля Вэньтянь) | Цай Сюйчжэ Фэйтянь Сун Линдун Фэйтянь                                                     | 20 января 2025 08:55    | 20 января 2025 17:12   | 8 ч 17 мин             | Установка устройств для защиты от космического мусора, осмотр наружного оборудования и оснащения. |
| 482 | МКС Экспедиция МКС-72 (из шлюзового отсека «Квест»)                    | Барри Уилмор EMU № 3013 Сунита Уильямс EMU № 3003                                         | 30 января 2025 12:43    | 30 января 2025 18:09   | 5 ч 26 мин             | Демонтаж неисправного блока электроники с антенны связи на ферменной конструкции правого борта МКС и сбор образцов микроорганизмов. Сунита Уильямс установила новый мировой рекорд по суммарной длительности выходов в открытый космос женщины (62 ч 06 мин), перекрыв предыдущее достижение Пегги Уитсон.                                                                          |
| 483 | «Тяньгун» Экспедиция Шэньчжоу-19 (из шлюзового отсека модуля Вэньтянь) | Цай Сюйчжэ Фэйтянь Сун Линдун Фэйтянь                                                     | 21 марта 2025 ~ 05:50   | 21 марта 2025 12:50    | ~ 7 ч                  | Установка защитных устройств от космического мусора, вспомогательных средств для выхода в открытый космос. |
| 484 | МКС Экспедиция МКС-73 (из шлюзового отсека «Квест»)                    | Энн Макклейн EMU № 3003 Николь Айерс EMU № 3015                                           | 01 мая 2025 13:05       | 01 мая 2025 18:49      | 5 ч 44 мин             | Астронавты демонтировали коммуникационное оборудование, а также установили крепление для последующего развёртывания солнечной батареи iROSA 2A; помимо этого, астронавты выполнили несколько дополнительных заданий, в том числе провели силовой кабель к российскому сегменту орбитальной станции и провели демонтажные работы с защитным покрытием от микрометеоритов.            |
| 485 | «Тяньгун» Экспедиция Шэньчжоу-20 (из узлового отсека модуля Тяньхэ)    | Чэнь Дун Фэйтянь Чэнь Чжунжуй Фэйтянь                                                     | 22 мая 2025 ~ 00:50     | 22 мая 2025 08:49      | ~ 8 ч                  | Космонавты установили защитное устройство от космического мусора, ранее выведенное через грузовой шлюзовой отсек и перемещенное во временное положение с помощью роботизированного манипулятора, на предназначенном месте. Kосмонавтами также был проведен осмотр и техническое обслуживание внешнего оборудования станции.                                                         |
| 486 | «Тяньгун» Экспедиция Шэньчжоу-20 (из узлового отсека модуля Тяньхэ)    | Чэнь Дун Фэйтянь Чэнь Чжунжуй Фэйтянь                                                     | 26 июня 2025 ~ 07:00    | 26 июня 2025 13:29     | ~ 6 ч 30 мин           | Установка защитных устройств от космического мусора, адаптеров для фиксации ног и интерфейсные модули на внешней платформе, техническое обслуживание наружного оборудования и оснащения. |
| 487 | «Тяньгун» Экспедиция Шэньчжоу-20 (из узлового отсека модуля Тяньхэ)    | Чэнь Дун Фэйтянь Ван Цзе Фэйтянь                                                          | 15 августа 2025 ~ 08:17 | 15 августа 2025 14:47  | ~ 6 ч 30 мин           | Установка устройств защиты от космического мусора и вспомогательного внекорабельного оборудования, инспекция и техническое обслуживание внешних систем станции. |